# Thelosia meldola
Thelosia meldola is een vlinder uit de familie van de Apatelodidae. De wetenschappelijke naam van de soort is voor het eerst geldig gepubliceerd in 1900 door William Schaus.